# تايلر روسنليوند
تايلر روسنليوند (13 سبتمبر 1986 بفانكوفر في كندا - ) هو لاعب كرة قدم كندي في مركز الوسط. شارك مع منتخب كندا تحت 17 سنة لكرة القدم ومنتخب كندا تحت 20 سنة لكرة القدم ومنتخب كندا تحت 23 سنة لكرة القدم ومنتخب كندا لكرة القدم. أما مع النوادي، فقد لعب مع أتفدابيرجس ونادي تورونتو ونادي ماريهامن وRochester Rhinos ‏ وWhitecaps FC 2 ‏ وSurrey United SC ‏.

## روابط خارجية
- تايلر روسنليوند على موقع الدوري الأمريكي (الإنجليزية)
- تايلر روسنليوند على موقع قاعدة بيانات كرة القدم.إي يو (الإنجليزية)
- تايلر روسنليوند على موقع ناشيونال فوتبول تيمز (الإنجليزية)
- تايلر روسنليوند على موقع عالم كرة القدم.نت (الإنجليزية)